# بر بال دوست
بر بال دوست یک مجموعه تلویزیونی محصول سال ۱۳۷۵ به کارگردانی مسعود آب‌پرور، نویسندگی غلامرضا رمضانی و تهیه‌کنندگی  می‌باشد که از شبکه پخش شد. این مجموعه در هفت قسمت تهیه شد.

## بازیگران
- رضا ایرانمنش
- رؤیا تیموریان
- آرش رحیمیان
- اصغر شهابی
- اعظم غلامی
- حسین بازوبندی
- حمزه کیانی
- حمیدرضا جهانگیرفرد
- سیدغلامرضا صالحی
- عباس رضائی
- عبدالرضا قرقانی
- عبدالله قاسمی
- علی اکبر بهادری
- قربانعلی رئیسیان
- مجتبی اعوانی
- محمدرضا مشتاقی
- محمدعلی آروئی
- معصومه سادات مطهری
- منصور برهانی
- منصور سهراب‌پور